# Qualification professionnelle
 (juin 2012).
Si vous disposez d'ouvrages ou d'articles de référence ou si vous connaissez des sites web de qualité traitant du thème abordé ici, merci de compléter l'article en donnant les références utiles à sa vérifiabilité et en les liant à la section « Notes et références ».
La qualification professionnelle est la capacité d'une personne à exercer un métier ou un poste déterminé. Elle est censée dépendre de la formation et des diplômes, de l'expérience ainsi que des qualités personnelles et morales.

## Enjeu de la qualification
Elle est un gage :
d'employabilité pour les personnes à la recherche d'un emploi, dans la mesure où elle permet de donner le meilleur aperçu de leurs capacités et aussi de leurs potentialités.
d'efficacité dans la recherche des employeurs dans la mesure où ceux-ci doivent expliciter correctement leur besoin de main d'œuvre et facilement « apparier » sur un marché du travail donné l'état de l'offre et de la demande (voir enseignements donnés par la Courbe de Beveridge).

## Qualification d'une personne
Elle peut être appréciée de multiples façons :
- Soit parce qu'elle est acquise par une formation ou un enseignement validés par un diplôme décerné par un organisme de formation reconnu, agréé ou non.
- Soit parce qu'elle découle de l'expérience personnelle et professionnelle concrète de la personne concernée, acquise sur le terrain de façon plus ou moins organisée ( acquis de l'expérience).

## Qualification d'un emploi
Ce sont les compétences et aptitudes nécessaires pour occuper un poste de travail. Ces savoir-faire et savoir-être prérequis sont listés et explicités dans le cadre d'une entreprise et/ou d'une activité professionnelle. La liste de ces éléments peut donner lieu à formalisation plus ou moins explicite et d'ordre public. Ainsi - en France- des accords établis et négociés par branche servent à déterminer des grilles de classification des emplois, des titres et des niveaux hiérarchiques, officialisés par les Conventions collectives.

## Évolution et tendances
En tendance sur le long terme, on constate sur le marché du travail des évolutions contradictoires :

### Vision positive
- une élévation des qualifications des personnes présentes en entreprise ou sur le marché explicable par :

la complexification des tâches et des technologies mises à l'œuvre dans les activités économiques requièrent des opérateurs toujours plus qualifiés et/ou spécialisés.
la démocratisation de la Société et de l'enseignement permet à des cohortes de jeunes d'accéder plus facilement à des niveaux de qualification supérieurs à ceux de leurs parents.
- une mutation des emplois dans la mesure où le travail prescrit fait place à des postes de travail où la capacité à réagir personnellement et prendre des initiatives devient une nécessité. En ce sens, le regain exprimé pour la dynamique des compétences davantage que pour l'aspect statique des qualifications.

### Vision plus nuancée
- L'accès d'un plus grand nombre à un niveau de formation plus élevé se traduirait par une certaine dévalorisation du niveau des diplômes.
- L'élévation générale de la qualification serait excessive en regard du niveau des emplois offerts et se traduirait par une surqualification des demandeurs d'emploi
- Dans le même temps, serait constatée dans les entreprises du fait des modifications de l'organisation générale un lent mouvement symétrique de déqualification des emplois